# Martin-Busch-Hütte
De Martin-Busch-Hütte, Martin-Busch-Haus of Neue Samoarhütte is een berghut in de Ötztaler Alpen in de Oostenrijkse deelstaat Tirol. De berghut behoort toe aan de sectie Berlijn van de Deutsche Alpenverein (DAV).
De berghut ligt op 2501 meter hoogte ten zuidwesten van Vent (gemeente Sölden), ten zuidoosten van de 3455 meter hoge Kreuzspitze in het achterste deel van het Niedertal. De hut is vanuit Vent over een grindpad te voet in ongeveer tweeënhalf tot drie uur te bereiken over de Hermann-Küchling-Weg.

## Geschiedenis
Een voorganger van de huidige Martin-Busch-Hütte was de in 1877 gebouwde Samoarhütte. Deze werd in 1961 als gevolg van een lawine verwoest. De resten ervan bevinden zich ongeveer dertig meter boven de huidige Martin-Busch-Hütte. Deze Samoarhütte werd in 1911 door de DAV-sectie Mark Brandenburg gebouwd. Deze was echter al gauw te klein. In 1938 begon men met de bouw van een nieuw onderkomen, met de naam Hermann-Göring-Haus. De Tweede Wereldoorlog verhinderde het gereedkomen hiervan. Vanaf 1945 werd de nog niet gereedgekomen hut - dan onder de naam Neue Samoarhütte - door Oostenrijkse douaniers gebruikt. In de daaropvolgende jaren werd de hut op initiatief van de Österreichische Alpenverein ook binnen ingericht, tot het gereedkomen in 1952. In 1958 werd de hut aan de DAV-sectie Berlijn overgedragen, aangezien de sectie Mark Brandenburg inmiddels was opgeheven. De Deutsche Alpenverein had twee jaar eerder reeds besloten de hut te vernoemen naar de Oostenrijker Martin Busch, die na afloop van de oorlog het beheer van de hut leidde.

## Bergtochten
- Fineilspitze, drieënhalf tot vier uur
- Hintere Schwärze, vierenhalf uur
- Kreuzspitze, tweeënhalf tot drie uur
- Mutmalspitze, vier uur
- Similaun, drieënhalf tot vier uur

## Overtochten naar andere berghutten
- Similaunhütte (3017 meter), anderhalf uur
- Ramolhaus (3005 meter), vier tot vijf uur
- Hochjochhospiz (2412 meter), vier tot vijf uur